# Raúl Lecouna
Raúl Lecouna (Buenos Aires, 26 de abril de 1942-28 de mayo de 2022) fue un productor de telenovelas argentino, con más de treinta años de trayectoria en la industria televisiva, que ha producido más de cuarenta telenovelas, obteniendo gran éxito nacional e internacional.
En 1989 se asoció con Carlos Ávila y Albino Valentini, para fundar la empresa productora de televisión Sonotex S.A, la cual vendió a finales de la década de 1990 a Telefe.
Falleció el 28 de mayo de 2022 a los 80 años.

## Proyectos realizados
- Amo y señor
- El infiel
- El vidente
- El seductor
- Juegos prohibidos
- El lobo
- Mujer comprada
- Por amor
- Valeria
- Grecia
- Pasiones
- Amándote
- Rebelde
- Amándote II
- Celeste
- Princesa
- Antonella
- Inolvidable
- Primer amor
- Celeste siempre Celeste
- Cara bonita
- Perla negra
- Zíngara
- Mía solo mía
- Milady, la historia continúa
- Señoras sin señores
- Muñeca brava
- Cabecita
- Amor latino
- Provócame
- 1000 millones
- Jesús, el heredero
- El Patrón de la Vereda
- Collar de Esmeraldas
- Romeo y Julieta